# Dow Chemical
The Dow Chemical Company, kurz Dow Chemical, war ein international tätiges Chemieunternehmen mit Sitz in Midland in den Vereinigten Staaten und am Umsatz gemessen der zweitgrößte Chemiekonzern der Welt (nach BASF). 2017 fusionierte es mit DuPont zu DowDuPont.

## Geschichte
Die Dow Chemical Company wurde im Jahr 1897 von Herbert Henry Dow gegründet, um Chloride und Bromide aus Solelagerstätten unterhalb von Midland in Michigan herzustellen. Die ersten Produkte des Unternehmens waren Bromide und Bleichmittel. Schon früh begann Dow Chemical seine Produktpalette zu erweitern. Innerhalb von zwanzig Jahren wurde Dow Chemical zu einem der größten Produzenten von Chemikalien für die Landwirtschaft, natürlichem Chlor, Phenol und anderen Farbstoffen und Magnesium in den USA.
In den 1930er Jahren begann Dow Chemical mit der Produktion von Polymeren. Dies wurde bald zu einem der größten Geschäftsbereiche des Unternehmens. Die ersten Kunststoffprodukte waren Ethylcellulose (1935) und Polystyrol (1937).
Im Jahre 1930 errichtete Dow die erste Fabrik, um Magnesium aus Meerwasser statt aus unterirdischer Salzlauge herzustellen. Dieses Geschäft wuchs stark, weil im Zweiten Weltkrieg Magnesium für die Herstellung von Leichtbauteilen für Kampfflugzeuge wichtig wurde. Aus diesem Grund wurde Dow zu einem „kriegswichtigen“ Unternehmen. Auch während des Krieges begannen Dow und Corning ihr Joint Venture Dow Corning, um Silikone für militärische und später auch zivile Zwecke herzustellen. Im Jahr 1942 eröffnete Dow seine erste Fabrik in Kanada.
In der Nachkriegszeit expandierte Dow auch ins Ausland, die erste Fabrik außerhalb Nordamerikas wurde 1952 in Japan eröffnet. Basierend auf der eigenen gut gehenden Kunststoffproduktion konnte das Unternehmen 1953 in das Konsumgütergeschäft einsteigen.
Durch den Kauf von Union Carbide im Jahre 2001 erweiterte das Unternehmen seine Produktpalette.
Seit ca. 2005 war das Unternehmen bestrebt, seinen Schwerpunkt von der Herstellung basischemischer Erzeugnisse zu hochwertigeren Spezialprodukten zu verlagern. Dies sollte nachhaltig zu größerer betrieblicher Wertschöpfung und zur größeren Unabhängigkeit von konjunkturellen Schwankungen führen. Im Rahmen dieser Neuausrichtung erfolgten seit ca. 2006 Veräußerungen von eigenen Geschäftsbereichen, wie auch Übernahmen von Spezialchemieunternehmen oder Akquisitionen einzelner Geschäftsbereiche anderer Konzerne.
Seit 1943 bis zum 1. Juni 2016, als Dow Chemical 100 Prozent der Anteile übernahm, war Dow Corning ein Joint-Venture-Unternehmen zwischen Dow Chemical und Corning Inc., ein Spezialist in der Silizium- und Silikonchemie mit weltweit etwa 10.000 Beschäftigten.
Am 16. Juli 2010 gab Dow eine auf zehn Jahre angelegte fördernde Partnerschaft mit dem Olympischen Komitee bekannt, beginnend mit den XXX. Olympischen Spielen 2012 in London. Am 25. Juli 2011 gab der Mineralölkonzern Saudi Aramco eine Beteiligung von Dow (35 %) bei der Gründung des gemeinsamen Unternehmens Sadara Chemical Company am saudi-arabischen Ölhafen al-Dschubail bekannt. Im Industriekomplex Jubail 2 sollten bis 2016 die weltgrößten petrochemischen Produktionsanlagen für Basischemikalien der Kunststoffchemie errichtet werden. Das Investitionsvolumen sollte rund 12 Mrd. US-Dollar betragen. Der Komplex soll die weltgrößten Chloralkali-Elektrolyseanlagen und Ammoniakherstellung nach dem Haber-Bosch-Verfahren von Uhde (daneben 0,38 Mrd. US-Dollar Investment von Linde) beinhalten. Typische Produkte sind Bisisocyanate (TDI und MDI) und Ethylen- sowie Propylenglycolkondensate. (Lage: ) Am 29. Juli 2011 gab Dow bekannt, das gesamte Geschäftssegment Polypropylen an das brasilianische Unternehmen Braskem zu verkaufen. Dazu gehörten auch der deutsche Standort Wesseling und Teile der Produktion in Schkopau.
Ab Juni 2013 war Dow über Sadara in al-Dschubail an der dortigen weltgrößten Butanol-Produktionsanlage beteiligt. Die neu gegründete Firma SaBuCo stellte Butanol und Isobutanol her. Im Mai 2015 veräußerte Dow sein weltweites Geschäft der Epoxidchemie und chlorierter Lösemittel, sowie die US-amerikanischen Teile seines Chlor-Alkali-Geschäftes, an die Olin Corporation.
Am 9. Dezember 2015 gaben DuPont und Dow Chemical bekannt, unter dem Namen DowDuPont fusionieren zu wollen und anschließend das Gemeinschaftsunternehmen in jeweils einzelne börsennotierte Unternehmen für Agrarchemikalien (20 Mrd. € Ums.), Spezialchemikalien (10 Mrd. € Ums.) und für Kunststoffe (50 Mrd. € Umsatz) aufzuspalten. Die Fusion war ein reiner Aktientausch, eine Dow-Aktie entsprach dabei 1,000, eine DuPont-Aktie 1,282 neuen Aktien.
Ebenfalls im Dezember 2015 gab Dow bekannt, für 4,8 Mrd. USD den 50-%-Anteil von Corning am Gemeinschaftsunternehmen Dow Corning zu übernehmen.
Die Fusion wurde am 1. September 2017 abgeschlossen.

## Standorte
Dow betrieb 201 Produktionsstätten und andere Niederlassungen in 35 Ländern, davon 73 in den USA. In Europa befanden sich 54 Standorte, in Asien 40 und 28 in Latein- und Südamerika.
Der größte Standort des Konzerns in den USA lag im Raum Houston/Freeport (Texas). Weitere wichtige US-Werke lagen in Texas City, Plaquemine (Louisiana), Louisville (Kentucky), Midland (Michigan). In Kanada lag zudem ein Werk bei Fort Saskatchewan.
Die größten europäischen Werke lagen in Terneuzen, Tarragona, Schkopau, Stade und in Bomlitz. Insgesamt beschäftigte Dow in Europa im Jahr 2011 etwa 12.000 Mitarbeiter, dabei war Dow Deutschland mit etwa 5000 Mitarbeitern die größte Auslandsniederlassung des Konzerns. Die Deutschlandzentrale befand sich in Wiesbaden.
Weitere große Produktionsstätten lagen bei Aratu in Brasilien, Bahía Blanca in Argentinien, Map Ta Phut in Thailand und al-Dschubail in Saudi-Arabien.

## Produkte
Dow Chemical war der weltweit größte Produzent von Kunststoffen und von synthetischem Kautschuk und ebenso der größte Hersteller der Grundchemikalien Chlor und Natronlauge, Propylenoxid, Ethylenoxid und Methylcellulose sowie von einigen Acrylaten.
Als Markenname war Dow im Konsumentenbereich nur wenig bekannt, da das Unternehmen hauptsächlich Zulieferer für die Konsumgüterindustrie war. In den USA waren diverse Reinigungsmittel von Dow Chemical erhältlich, ebenso Frostschutzmittel. Allgemein bekannt ist der von Dow entwickelte, meist rot markierte Ziploc-Verschlussstreifen für Plastiktüten, das Geschäft mit diesem wurde aber an S. C. Johnson & Son verkauft. Im deutschsprachigen Raum waren vor allem Baustoffprodukte bekannt, so z. B. die meist hellblauen Styrofoam-Isolierplatten mit dem Dow-Logo.

## Geschäftsstruktur
Dow unterhielt fünf Geschäftsbereiche:

### Performance Materials
Dieser Bereich machte rund 25 % des Konzernumsatzes aus. Davon wurden die meisten Produkte im Automobilbau und im Bauwesen eingesetzt. Einen großen Anteil hieran hatten Epoxidharze, Polyurethane, Amine, Chlororganische Verbindungen und Acrylate. Neben Kunststoffen auf petrochemischer Basis arbeitete Dow Zusammen mit Cargill Inc. auch an der Herstellung alternativer Kunststoffe auf Basis nachwachsender Rohstoffe wie z. B. Polylactat (PLA).

### Advanced Materials
Diese Produktgruppe machte etwa 20 % des Umsatzes aus und war eng mit dem Bereich der Performance Materials verflochten. Denn hier fanden sich hauptsächlich spezielle Materialien und Vorprodukte für die Wasseraufbereitung, wie Ionentauscherharze und Membranen, sowie Hilfsstoffe und -materialien für die Pharmaindustrie, Klebstoffe, Spezialpapiere, Produkte auf Kautschukbasis, Farben, Lacke und Beschichtungssysteme für elektrotechnische Anwendungen.

### Agricultural Sciences
Der agroindustrielle Geschäftsbereich trug ca. 10 % zum Konzernumsatz bei. Zu ihm gehörte die Herstellung von Insektiziden (z. B. Lorsban®), Herbiziden (z. B. Milestone®) und Fungiziden. Dow war auch auf dem Gebiet der genetisch modifizierten Nutzpflanzen bzw. Saatgutes tätig. Dow AgroSciences vertrieb Saatgut unter verschiedenen Markennamen: Mycogen® (Mais, Sonnenblumen, Luzerne und Hirse), Atlas® (Soja) und PhytoGen® (Baumwolle).

### Performance Plastics
Kunststoffe machten etwa 24 % des Umsatzes aus. Sie basierten hauptsächlich auf Polyethylen und anderen Polyolefinen sowie Polystyrol. Im Endverbraucherbereich sind diese Stoffe im Wesentlichen als Verpackungsmaterial bekannt, so z. B. auch das Polyethylenterephthalat (PET), aus dem Getränkeflaschen gefertigt werden.

### Feedstocks and Energy
Dieser Geschäftsbereich machte 20 % des Umsatzes aus, obwohl etwa 84 % der Grundstoffe zur internen Verarbeitung erzeugt und eingesetzt wurden, um die genannten höherwertigen Spezialprodukte zu erzeugen. Hauptsächliche Produktgruppen waren Glycole, Chlor und Natronlauge, Vinylverbindungen, Ethylenoxid und Propylenoxid und Polyurethane. Zudem fanden in diesem Bereich die Beschaffung, Erzeugung und Vertrieb der wichtigsten petrochemischen Grundstoffe und Energieträger statt. Dies waren Ethylen, Propylen, 1,3-Butadien, Benzol und Styrol, dazu kommen Erdgas, Wasserstoff und elektrische Energie. Dow betrieb an einigen großen Standorten auch eigene Kraftwerke zur Selbstversorgung.

## Dow im deutschsprachigen Raum
Dow Chemical war in Deutschland seit 1959 vertreten. In den 1960er Jahren wurden zunächst Vertriebsniederlassungen gegründet, ausgehend von der damaligen Hauptverwaltung in Frankfurt am Main. Ab Anfang der 1970er Jahre erfolgte der Aufbau eigener Produktionsstandorte hauptsächlich in Stade und bei Rheinmünster.
Durch die Übernahme von Union Carbide und im Zuge der Deutschen Wiedervereinigung durch den Erwerb von weiten Teilen der Buna-Werke und der Olefinwerke Böhlen (siehe Dow Olefinverbund) wuchs die Zahl der deutschen Mitarbeiter bis 2006 auf etwa 4.000 an.
Im Juli 2007 gab Dow Chemical den Erwerb der Wolff Walsrode AG bekannt. Diese war seit 1974 im Besitz der Bayer AG. Das Unternehmen wurde im Zuge der Übernahme als so genannte Business Unit Dow Wolff Cellulosics in den Konzern integriert.
Der Konzern beschäftigte in Deutschland 2016 rund 5.000 Angestellte an etwa zehn Produktionsstandorten, die größeren darunter lagen im mitteldeutschen Chemiedreieck in Bitterfeld, Schkopau, Leuna und Böhlen, sowie in Stade, Bomlitz und Rheinmünster (unterhalb Greffern). Nur wenig den Rhein aufwärts hatte es oberhalb von Drusenheim, der Gemeinde direkt gegenüber auf der anderen Flussseite im Elsass, ebenfalls ein Werk in Frankreich.
Weitere kleinere Standorte in Deutschland waren in Ahlen und Wiesbaden, dort war auch die Deutschland-Zentrale beheimatet.
In Österreich betrieb Dow keine Produktion, unterhielt aber eine Vertriebsniederlassung in Wien.
In der Schweiz befand sich in Horgen nahe Zürich die europäische Verwaltungszentrale sowie einige Forschungseinrichtungen des Konzerns.

## Kritik
- Zur Zeit des Vietnamkrieges stellten Dow Chemical und Monsanto das dioxinhaltige Entlaubungsmittel Agent Orange her, durch dessen Einsatz tausende Vietnamesen und auch amerikanische Soldaten gesundheitlich geschädigt wurden. Bis heute kommt es zu einem vermehrten Auftreten von Schwangerschaftsschäden und Fehlbildungen unter der betroffenen Bevölkerung. Ein Schadensersatzprozess scheiterte 2006 in Vietnam, da ein wissenschaftlicher Nachweis des Zusammenhangs zwischen den Gesundheitsschäden und Agent Orange nicht erbracht werden konnte. Die Unternehmen lehnten die Übernahme der Verantwortung mit der Begründung ab, dass der Einsatz durch das US-Militär außerhalb ihrer Einflussnahme lag.
- In den 1960er-Jahren stellte Dow Chemical Napalm für das US-Militär her. Eingesetzt wurde diese Waffe unter anderem im Vietnamkrieg. Im Zuge dessen gab es Proteste amerikanischer Studierender gegen die Personalwerbung von Dow an den Universitäten.[20]
- Union Carbide, ein Unternehmen, das am 6. Februar 2001 von Dow Chemical erworben wurde, ist mit dem so genannten Bhopalunglück vom 3. Dezember 1984 für den folgenreichsten Industrieunfall der Geschichte verantwortlich. Hierbei starben durch Freisetzung einer großen Menge Methylisocyanat in die Luft mittel- und unmittelbar nach dem Unfall etwa 20.000 Menschen, weitere 150.000 bis 600.000 Menschen trugen teils schwere chronische Schäden davon. Dow Chemical steht bis heute unter der Kritik, diese Personen immer noch nicht ausreichend entschädigt zu haben. Dafür erhielt das Unternehmen den „Public Eye Award“. Zudem fühlt sich das Unternehmen nicht für die Sanierung des Fabrikgeländes zuständig.
- Mit Bezug auf das Bhopal-Unglück kam es im Juli 2008 in Pune zu gewaltsamen Protesten von Anwohnern gegen den Konzern. Dabei wurde die Baustelle eines neuen weltweiten Forschungszentrums in Mumbai in Brand gesetzt und schwer beschädigt.
- Durch Einleitung von Abwässern in den Tittabawassee River in Michigan, der in den Saginaw River mündet, sind beide Flüsse mit Dioxinen schwer belastet. Dieses Problem wurde im November 2006 aufgedeckt. In den Abwässern der Produktionsanlagen von Dow Chemical in Midland fanden sich erhöhte Gehalte an polychlorierten Dibenzodioxinen, die damit im Zusammenhang zu stehen scheinen.[21] Das Blut von Menschen, die öfter Fisch aus dem Tittabawassee River aßen, enthielt höhere Dioxingehalte als üblich.[21] Zwischen Juli 2007 und November 2008, schloss Dow Chemical einen Vergleich mit den zuständigen US-Behörden (u. a. Environmental Protection Agency) zur Entfernung von dioxinkontaminierten Sedimenten der betroffenen Gewässer[22] und zur Gründung einer Stiftung für die Lösung dieser Umweltprobleme im betreffenden Gebiet.[23]
- 2008 wurde Dow Chemical in die Top 4 des Toxic 100 Index aufgenommen.
- 2010 gab es einen Fernsehbericht in der Reihe „die Story“ vom Westdeutschen Rundfunk, in dem behauptet wird, das Unternehmen importiere weiterhin den gesundheitsschädlichen und verbotenen Asbest Chrysotil mit einer Ausnahmegenehmigung nach Europa. Die Zellen von Chloralkalielektrolyse-Anlagen beinhalten diesen Stoff. Eine versprochene Stellungnahme hierzu habe das Unternehmen bis heute nicht abgegeben. Die Bundesregierung bestätigte aufgrund einer kleinen Anfrage von Bündnis 90/Die Grünen die genehmigte Einfuhr.[24]
- 2017 wurde Dow Chemical vorgeworfen, die Daten für die Risikoprüfung ihrer gentechnisch veränderten Sojabohne manipuliert zu haben.[25]

## Trivia
Die Elektrolyse-Anlagen des Dow-Werkes in Stade waren nach der Deutschen Bahn der größte Einzelverbraucher von elektrischer Energie in Deutschland und waren mit rund 15 % der gesamten europäischen Chlorproduktion der größte Hersteller in der EU. Zu deren Versorgung mit Strom stand ein Drittel der Leistung des Atomkraftwerks Stade zur Verfügung. Auf dem Firmengelände in Stade war seit Juli 2014 ein Steinkohlekraftwerk mit einer Leistung von 1.000 Megawatt geplant.
Zur Versorgung mit Salzlösung über Rohrleitung betrieb Dow seit 1970 im 27 Kilometer entfernten Ohrensen Europas größtes Aussolungsbergwerk. Die größte dabei betriebene Kaverne hatte ein Volumen von etwa 5 Mio. m³.
Ebenfalls am Verbundstandort in Stade betrieb Dow auch eine biologische Kläranlage, deren Kapazität betrug etwa 850.000 Einwohnergleichwerte, das entsprach ungefähr der von der Stadt Essen benötigten Leistung.